# Kanton Caylus
Kanton Caylus (francouzsky Canton de Caylus) je francouzský kanton v departementu Tarn-et-Garonne v regionu Midi-Pyrénées. Tvoří ho sedm obcí.

## Obce kantonu
- Caylus
- Espinas
- Lacapelle-Livron
- Loze
- Mouillac
- Puylagarde
- Saint-Projet